# Petras Pavilonis
Petras Pavilonis (*  28. März 1958 in Karužai, Rajongemeinde Lazdijai) ist ein litauischer Politiker.

## Leben
Nach dem Abitur absolvierte er 1981 das Diplomstudium der Mechanisation der Landwirtschaft an der Lietuvos žemės ūkio akademija.
Von 1995 bis 1997 war er Bürgermeister der Rajongemeinde Marijampolė. Er leitete die Filiale Marijampolė des staatlichen Unternehmens VĮ „Žemės ir kito nekilnojamojo turto kadastras ir registras“  als Direktor und ab 2004  VĮ „Registrų centras“ als Direktor der Filiale.
Von 1993 bis 2000 war er und seit 2003 ist er Mitglied im Stadtrat von Marijampolė. Von  2000 bis 2003 war er Mitglied im Rat Kazlų Rūda.
Seit 1993 ist er Mitglied von Tėvynės sąjunga (Lietuvos konservatoriai).